# Hausdorf, Mostič
Hausdorf je naselje v Občini Mostič v Okraju Šentvid ob Glini na Koroškem v Avstriji.